# Willie Smith (snooker)
Pour les articles homonymes, voir William Smith et Smith.
Willie Smith, né le 25 janvier 1886 et mort le 2 juin 1982, est un joueur professionnel anglais de snooker et de billard.

## Carrière
Willie Smith a été l'un des meilleurs joueurs de billard des années 1920, gagnant le titre de champion du monde à sa première participation (en 1920 lorsqu'il bat Claude Falkiner). Étant reconnu comme no 1 par le public, il ne ressent pas le besoin de participer l'année suivante. En 1922, plutôt que de participer au championnat du monde, il organise des rencontres contre Tom Newman (champion du monde en titre), pour attribuer la première place du classement mondial. Il retourne aux championnats du monde en 1923 et bat Tom Newman en finale. Étant sous contrat avec d'autres agents que les organisateurs des championnats du monde, Willie Smith a connu beaucoup de problèmes avec ces derniers. Il n'a par exemple pas pu participer au championnat du monde 1924 pour être arrivé deux heures en retard. En 1928, à Manchester, lors d'une rencontre avec Tom Newman, il réussit un break de 2 743 qui reste le plus élevé jamais fait sans l'aide de méthodes répétitives.
Willie Smith ne s'est intéressé au snooker qu'à la fin de sa carrière et pour des raisons pécuniaires. Il est cependant arrivé deux fois en finale du championnat du monde de snooker (en 1933 et en 1935), mais a été battu à chaque fois par Joe Davis.
Retiré du jeu en 1953, il meurt le 2 juin 1982, à l'âge de 96 ans.

## Palmarès
| Légende | Catégorie                      | Titres                         | Finales                        |
|         | Tournois classés               | 0                              | 0                              |
|         | Tournois non classés           | 0                              | 4                              |
| Gras    | Tournois de la triple couronne | Tournois de la triple couronne | Tournois de la triple couronne |

### Finales perdues
| Saison | Nom du tournoi           | Lieu         | Vainqueur  | Score | Tableau |
| 1933   | Championnat du monde     | Chesterfield | Joe Davis  | 18-25 | Tableau |
| 1935   | Daily Mail Gold Cup      | Londres      | Tom Newman | 0-4   |         |
| 1935   | Championnat du monde (2) | Londres      | Joe Davis  | 20-25 | Tableau |
| 1938   | Daily Mail Gold Cup (2)  | Londres      | Joe Davis  | 1-5   |         |